# IHI Corporation
IHI Corporation(japonsko 株式会社 Kabušiki-gaišha IHI), v preteklosti Ishikawajima-Harima Heavy Industries Co., Ltd. je japonsko težkoindustrijsko podjetje. Podjetje je bilo ustanovljeno leta 1853 kot ladjedelnica Ishikawajima. 
Podjetje IHI Corporation je aktivno na številnih področjih:
- Ladjedelništvo
- Težka industrija in oprema za elektrarne
- Letalska industrija in letalski motorji
- Vesoljska industrija
- Komponente za vozila, turbopolnilniki